# Greater Geraldton City
Koordinaten: 28° 46′ S, 114° 36′ O

Die City of Greater Geraldton ist ein lokales Verwaltungsgebiet (LGA) im australischen Bundesstaat Western Australia. Das Gebiet umfasst 9909 km² und hat etwa 39.500 Einwohner (2021).
Die LGA liegt an der australischen Westküste etwa 370 Kilometer nördlich der Hauptstadt Perth. Der Sitz des City Councils befindet sich im Zentrum der Küstenstadt Geraldton, die etwa 33.000 Einwohner hat. Weitere Ortschaften und Ortsteile in der LGA sind Ardingly, Beachlands, Beatty, Beresford, Bluff Point, Bootenal, Bringo, Burma Road, Cape Burney, Casuarinas, Deepdale, Devils Creek, Drummond Cove, East Chapman, Ellendale, Eradu, Eradu South, Forrester Park, Georgina, Glenfield, Greenough, Indarra, Karloo, Kockatea, Kojarena, Mahomets Flats, Mendel, Meru, Minnenooka, Moonyoonooka, Moresby, Mullewa, Mt Hill, Mt Tarcoola, Narngulu, Northern Gully, Pindar, Rangeway, Rudds Gully, Sandsprings, South Greenough, Spalding, Strathalbyn, Sullivan, Sunset Beach, Tarcoola Beach, Tardun, Tenindewa, Tilbradden, Utakarra, Waggrakine, Walkaway, Wandina, Webberton, West End, Wicherina, Wicherina South, Wilroy, Wongoondy, Wonthella und Woorree.
2007 hatten sich das Greenough Shire und Geraldton City zur LGA Geraldton-Greenough City zusammengeschlossen. Am 1. Juli 2011 schlossen sich die City of Geraldton-Greenough und das Mullewa Shire zur Greater Geraldton City zusammen.

## Verwaltung
Der Greater Geraldton City Council hat elf Mitglieder, zehn Councillor und einen Vorsitzenden und Mayor (Bürgermeister), die von den Bewohnern der LGA gewählt werden. Greater Geraldton ist nicht in Bezirke untergliedert.
2019 wurde die Untergliederung der City in Wards aufgehoben und die Zahl der Ratsmitglieder reduziert. Davor gab es sieben dieser Bezirke und 14 Councillor.